# Mythmaker
Mythmaker är ett industrial-album med gruppen Skinny Puppy från 2007.
Mythmaker är uppföljaren till The Greater Wrong of the Right från 2004, albumets officiella releasedag på CD och Itunes Music Store var den 30 januari 2007. Det officiella releasepartyt för skivan med cEvin Key, Phil Western och Ken Marshall närvarande var på Das Bunker i Los Angeles den 26 januari 2007. Albumet kom även på vinyl den 20 februari och hade då med en extra skiva med spår 11, 12 och 13 från Itunesversionen nedan.
Mythmaker fick strålande recensioner i bl.a. Zero Magazine (10/10) där den ansågs vara Skinny Puppys fräschaste skiva på väldigt länge. 1

## Låtlista (Itunes-version)
| Nr  | Titel                                     | Längd | Notering |
| --- | ----------------------------------------- | ----- | -------- |
| 1.  | magnifishit                               | 4:31  |          |
| 2.  | daL                                       | 4:45  |          |
| 3.  | haZe                                      | 5:28  |          |
| 4.  | pedafly                                   | 5:37  |          |
| 5.  | jaHer                                     | 5:14  |          |
| 6.  | politkiL                                  | 4:21  |          |
| 7.  | lestiduZ                                  | 4:11  |          |
| 8.  | PasturN                                   | 3:48  |          |
| 9.  | ambiantz                                  | 4:27  |          |
| 10. | ugLi                                      | 6:33  |          |
| 11. | politikiL (Extended Version)              | 6:57  |          |
| 12. | Optimissed (real) (Humble Brothers Remix) | 4:32  |          |
| 13. | pedafly (Husky Huskolds Remix)            | 6:33  |          |
| 14. | Digital Booklet - Mythmaker               | 0:00  | PDF-fil  |

## Medverkande
- Nivek Ogre
- cEvin Key
- Mark Walk